# Vermunt
Koordinaten: 46° 55′ 5″ N, 10° 5′ 44″ O

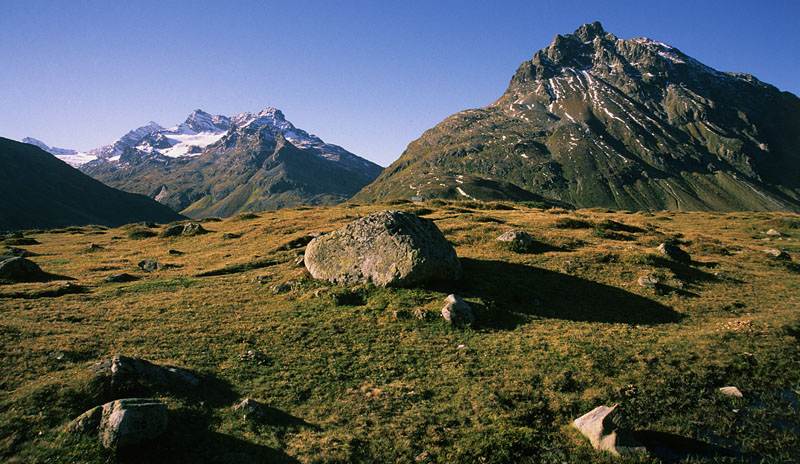
Vermunt im Montafon

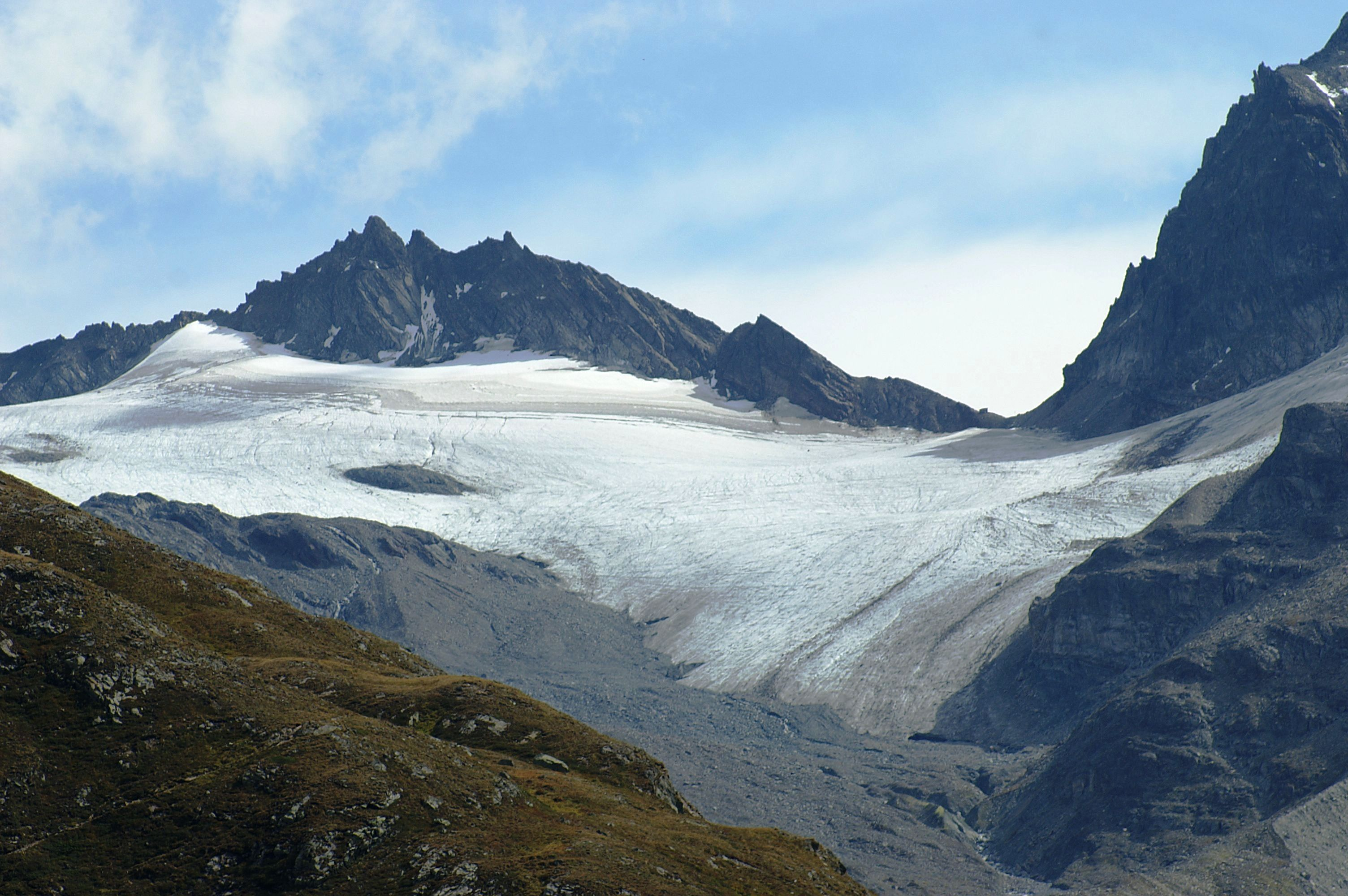
Vermuntgletscher mit Vermuntpaß

Das Vermunt, auch Fermunt, ist eine Tallandschaft in Tirol und Vorarlberg.
Das Großvermunt umfasst das hintere Montafon in Vorarlberg im Gemeindegebiet von Gaschurn, das Kleinvermunt das hintere Paznaun Tirols bei Galtür. Die beiden Talungen sind durch die Bielerhöhe (2037 m ü. A.) verbunden, und liegen zwischen Silvretta und Verwall, wobei sie die Vallüla (2813 m ü. A.) umfassen. Der untere Teil auf Vorarlberger Seite wird auch Schweizer Vermunt genannt. Das Bündner Urkundenbuch dokumentiert bereits für das Jahr 1089 Alpen auf Zeinis, im Verbellatal, auf Vallüla und im Vermunt.
Auf Tiroler Seite leitet der namensgebende Vermunth (Vermuntbach) zu Trisanna und Inn. 

Im Vorarlberger Vermunt entwässert die Ill zum Rhein, hier liegt auch das Vermuntwerk in Partenen mit dem Vermunt-Stausee und die Obervermuntwerke mit dem Silvretta-Stausee, zwei Hochdruck-Speicherkraftwerke der illwerke vkw (Kraftwerksgruppe Obere Ill-Lünersee).
Über den Vermunt und die Bieler Höhe verläuft die Straße von Galtür nach Partenen, die mautpflichtige Silvretta-Hochalpenstraße (Teil der B 188 Silvrettastraße).
Von Partenen führt die Vermuntbahn, eine Seilschwebebahn, zur Bergstation Tromenier.
Nach Süden zweigt – auf Vorarlberger Seite – gegen den Piz Buin hin das Ochsental ab, dessen unterer Abschnitt im Silvrettasee ersoffen ist. Am Ende des Ochsentals liegen auch der Vermuntgletscher, und mit dem Vermuntpass (2798 m ü. A.) westlich der Dreiländerspitze ein hochalpiner Übergang in das Val Tuoi des Unterengadins.
Nach der Talung und dem Pass wurde die Silvretta früher als Vermuntgruppe (Vermunth-Gruppe) bezeichnet.